# Жимферре, Жимми
Жимми Жимферре, также Джимми Химферрер, Джимми Гимферрер (кат. Jimmy Gimferrer, 1972, Жирона) — испанский (каталонский) кинооператор и актер.

## Биография
Снимал видеоклипы (в том числе, для каталонской поп-группы Astrud). Исполнил одну из ролей в фильме Альберта Серры Честь рыцаря (2006). Начиная с картины Птичья песня (2008), был главным оператором на всех фильмах Альберта Серры.

## Фильмография
- 2008: L’alto arrigo (Алберт Серра, короткометражный)
- 2008: Птичья песня/ El cant dels ocells (Алберт Серра, Премия Гауди за лучшую операторскую работу)
- 2010: Отец/ Aita (Хосе Мария де Орбе, Премия жюри Сан-Себастьянского МКФ за лучшую операторскую работу)
- 2010: Имена Христа/ Els noms de Crist (Алберт Серра)
- 2011: El senyor ha fet en mi meravelles (Алберт Серра, также сыграл одну из ролей)
- 2012: Arundel (Константина Котцамани, короткометражный)
- 2013: История моей смерти/ Història de la meva mort (Алберт Серра, номинация на Премию Гауди за лучшую операторскую работу)
- 2014: Падучая звезда/ Stella cadente (Луис Миньярро, также сыграл одну из ролей)
- 2014: War Games (Алба Соторра Клуа, документальный, в производстве)
- 2014: Once Upon a Time in the Western (Борис Десподов, также сыграл одну из ролей, в производстве)
- 2014: Born (Клаудио Сулиан, в производстве)